# Ciba, Mureș
Ciba este un sat în comuna Crăciunești din județul Mureș, Transilvania, România. În anul 1968 satul a fost înglobat în localitatea Crăciunești. În 2006 satul a fost din nou declarat localitate separată prin reorganizarea comunei Crăciunești, din care face parte.

## Imagini

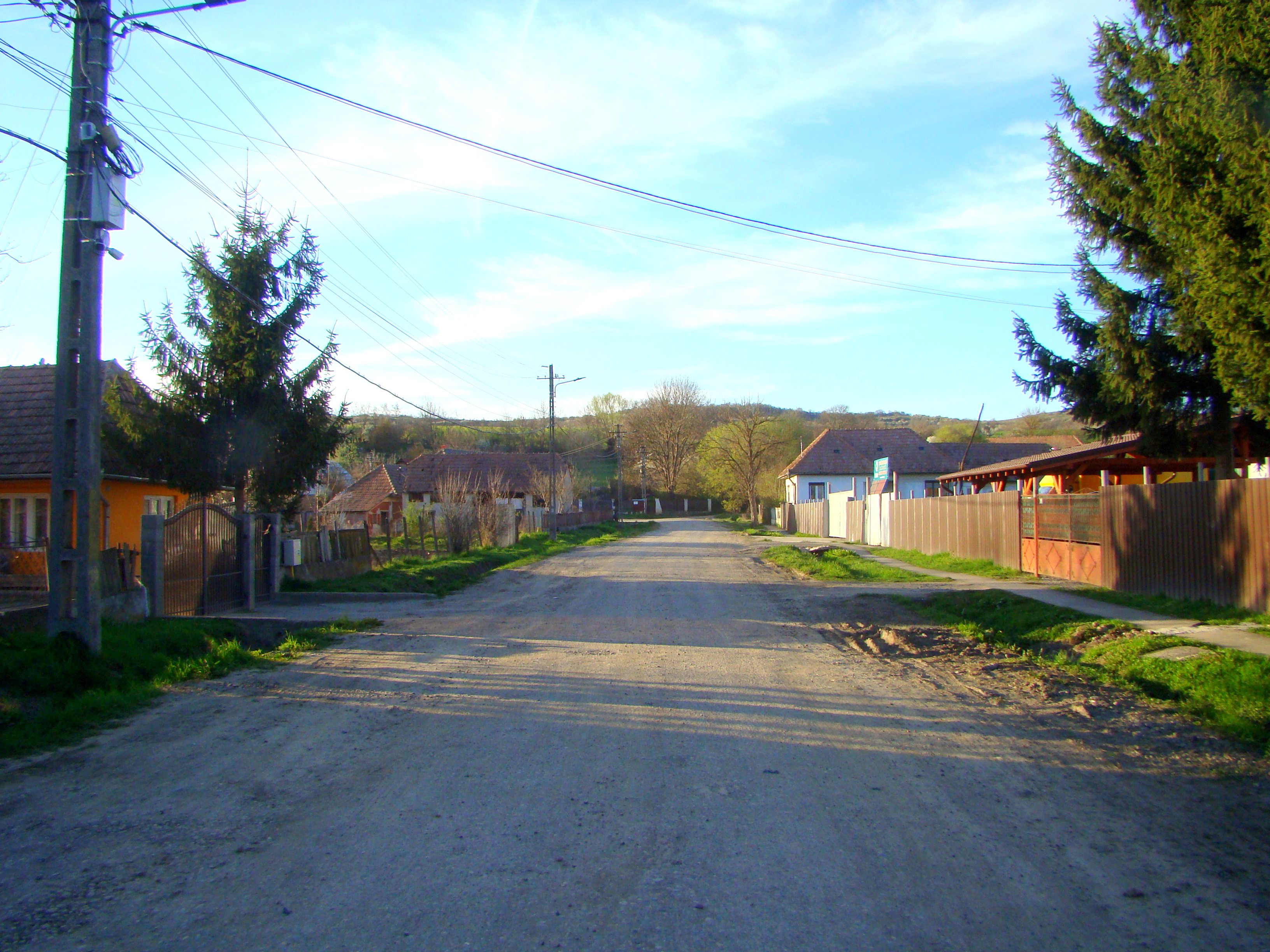
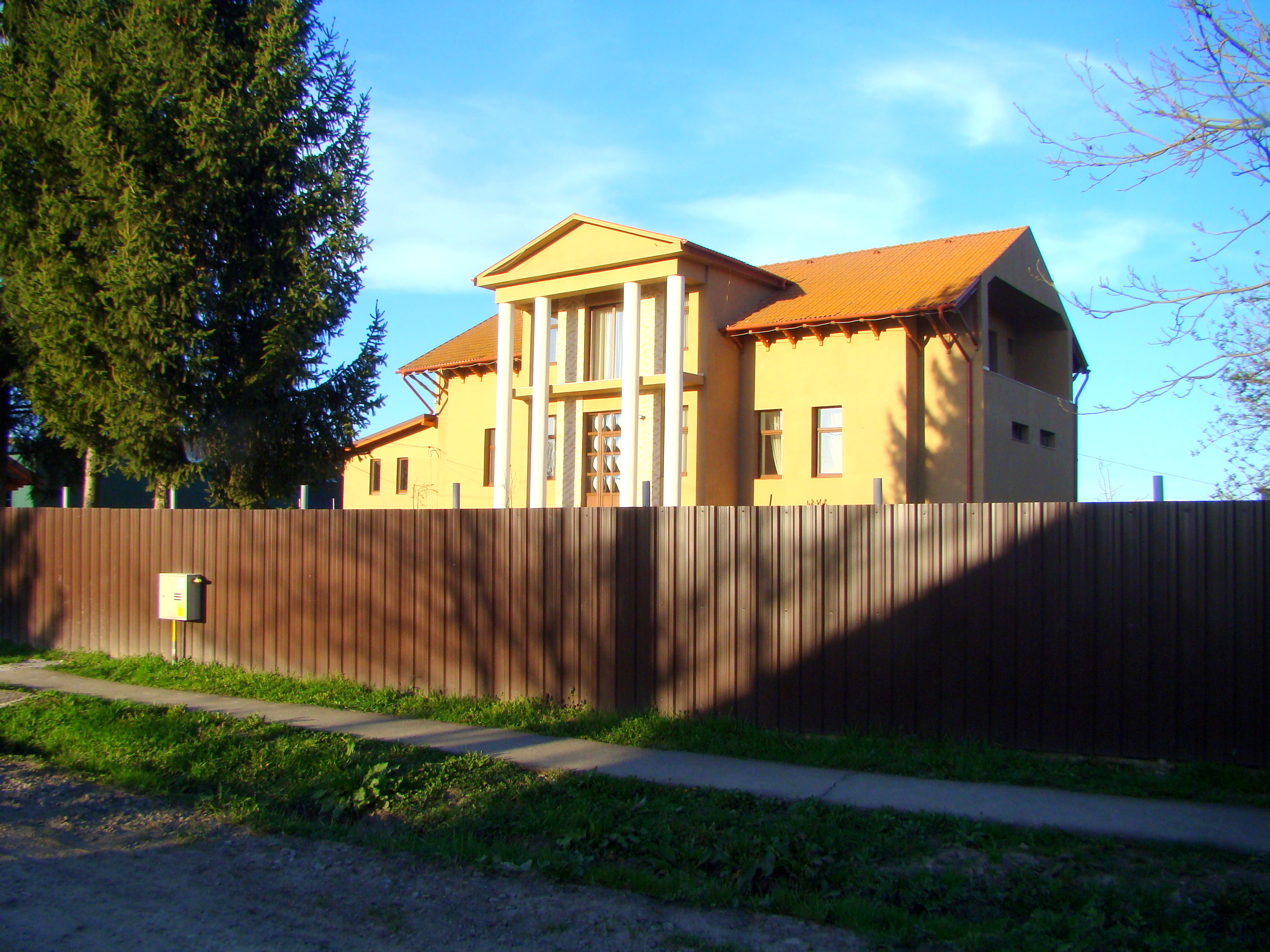
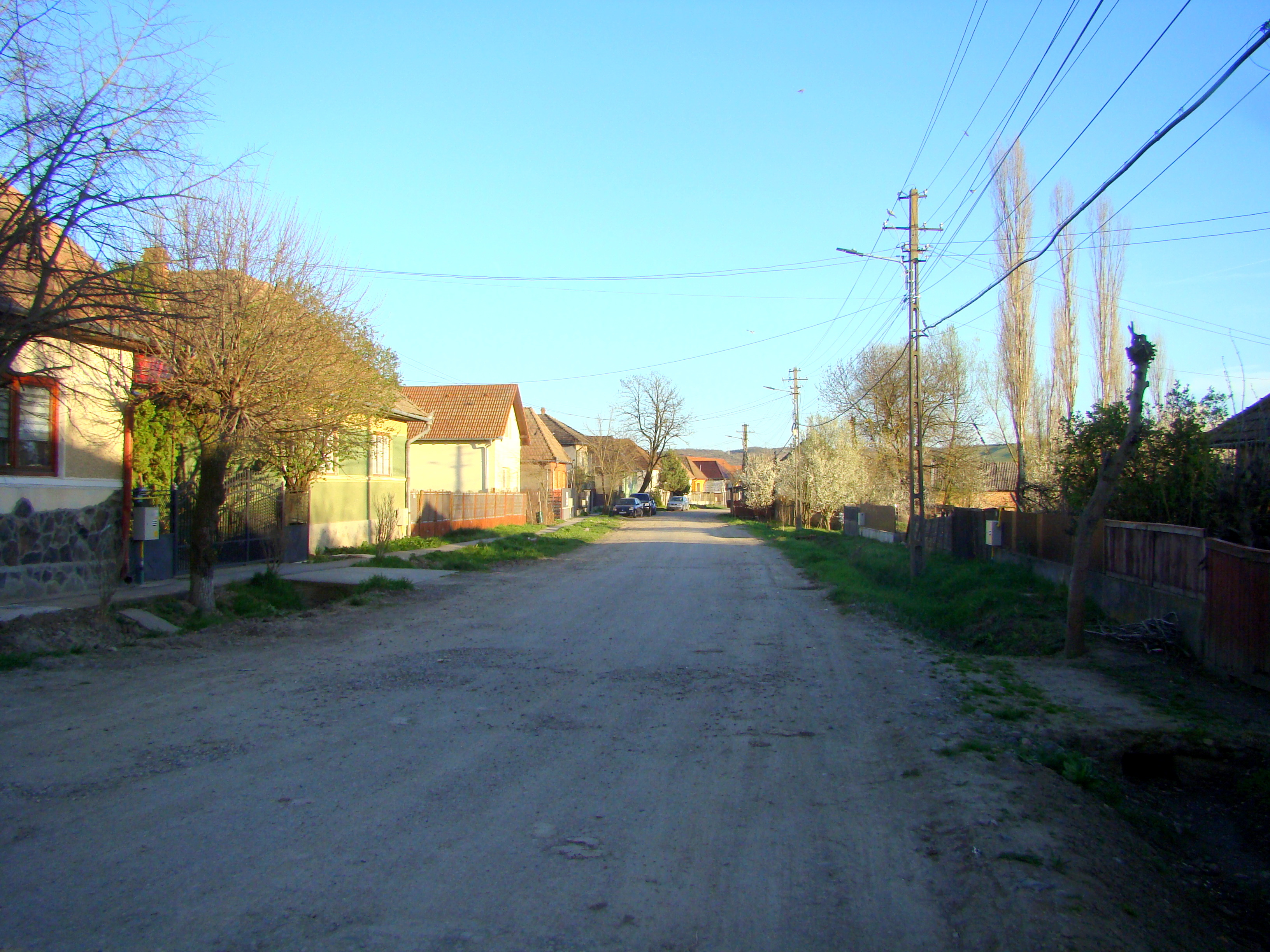
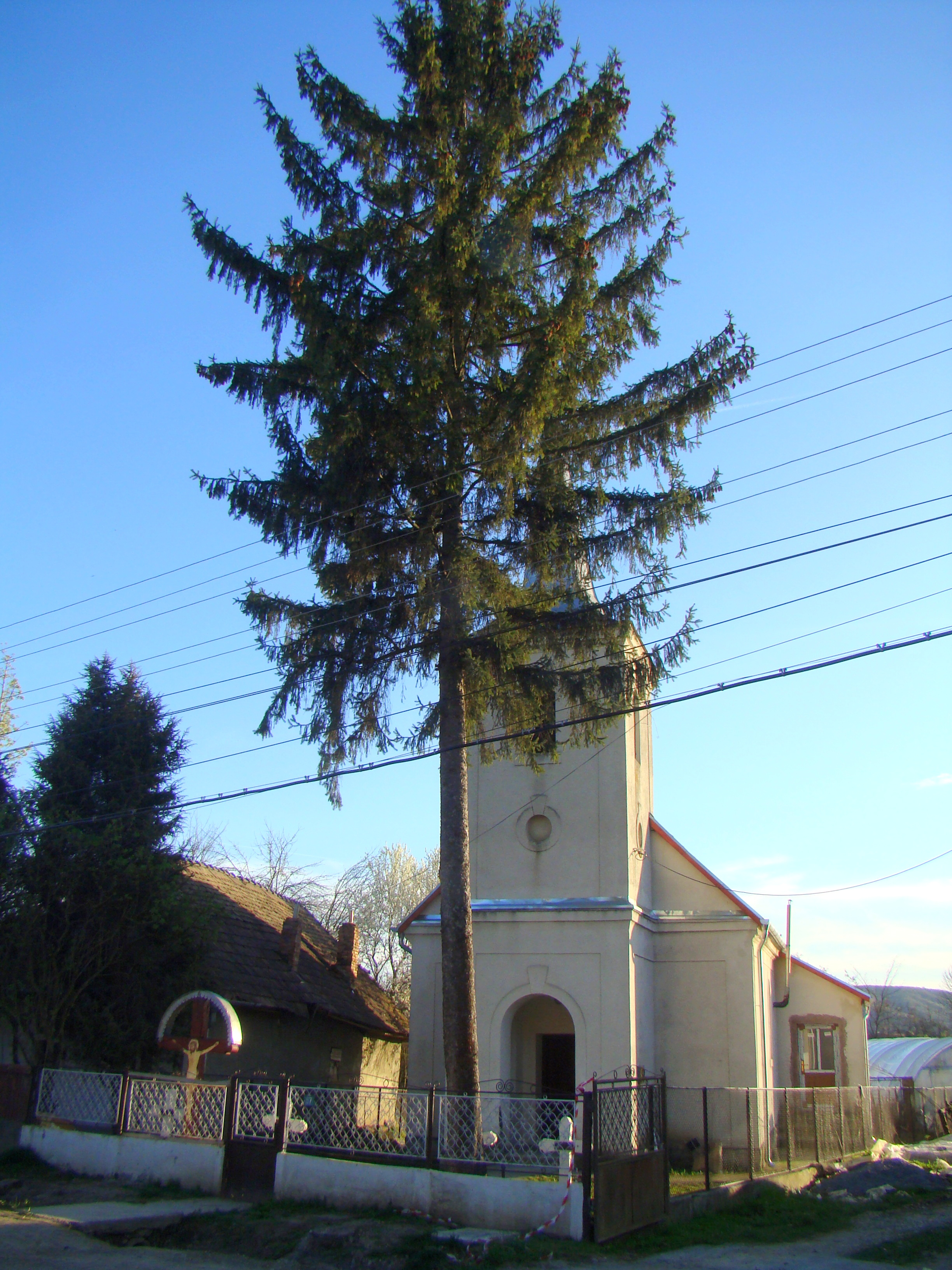
Biserica romano-catolică (1929)
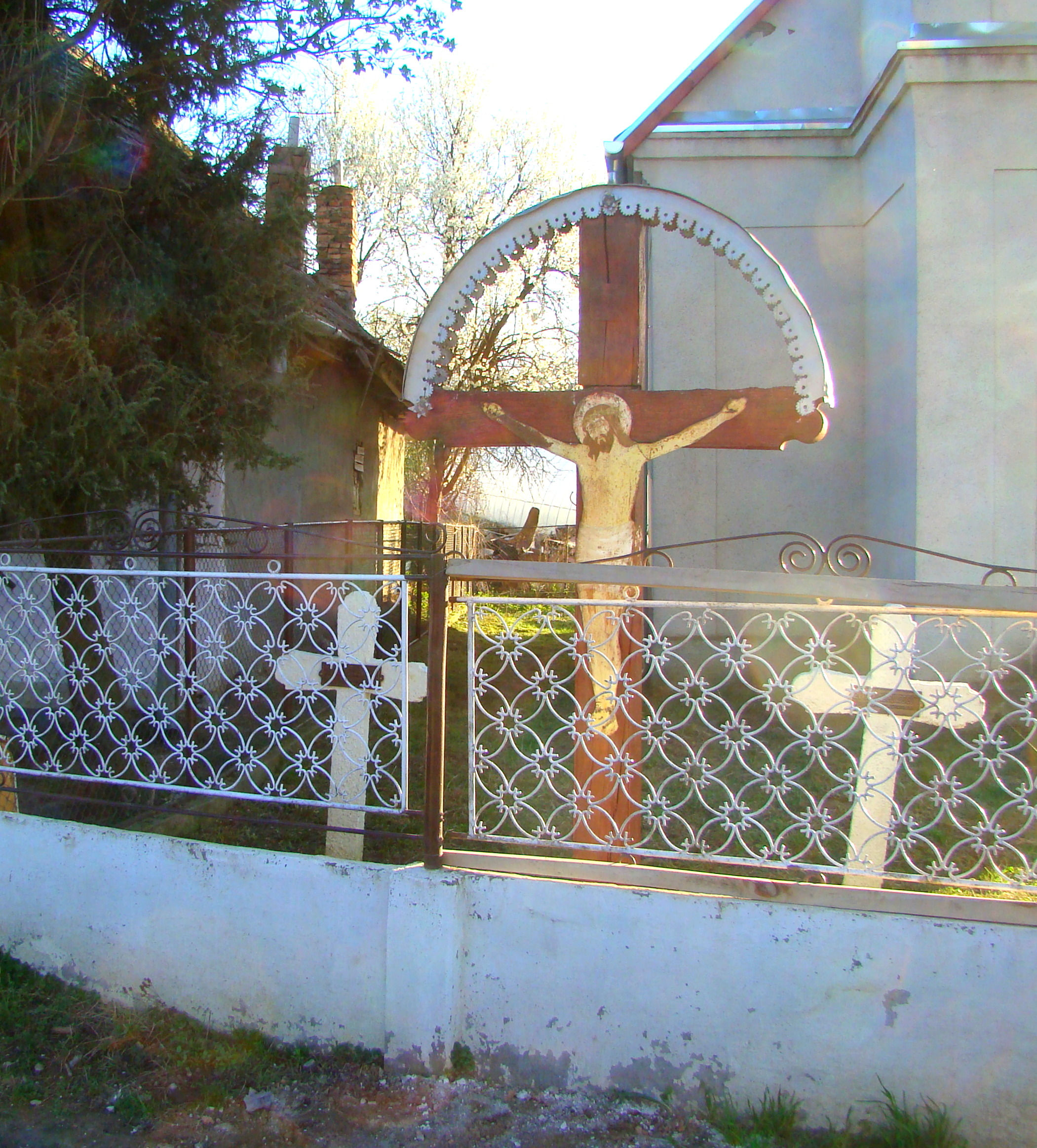